# مکتب جلایری

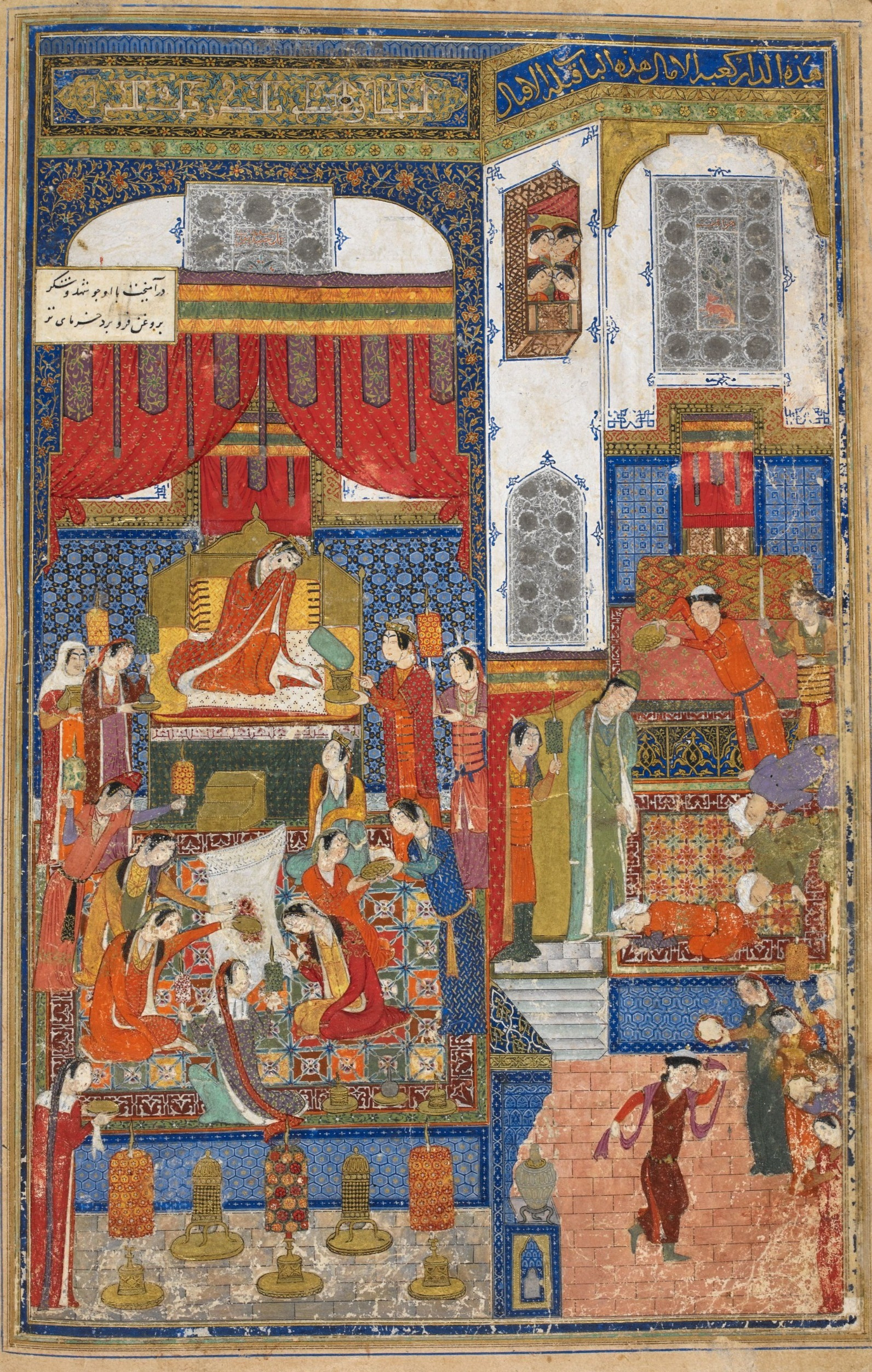
برگ از کتاب دیوان خواجوی کرمانی٬ اثر جنید نگارگر

مکتب جلایری  یا مکتب تبریز-بغداد مکتب نگارگری ایرانی سده هشتم است که پس از فروپاشی حکومت ایلخانان مغول توسط تیمور در ایران شکل گرفت. این مکتب تأثیرات بسیار زیادی از مکتب‌های بغداد، شیراز و تبریز دریافت کرد و مجموعه‌ای از ویژگی‌های این مکتب‌ها را در مکتب جلایری می‌بینیم. معروف‌ترین نگارگر این دوره جنید بغدادی (سلطانی) و معروف‌ترین خطاط این دوره میرعلی تبریزی است. اثر بسیار مهم این دو نفر دیوان خواجوی کرمانی (۷۹۹ ه.ق) است. در این دوره نقاشی ایرانی از نفوذ هنری چینی رهایی یافت و رنگ‌ها درخشان‌تر شد. منظره‌ها و باغ‌های بسیاری وارد آثار نگارگری شد.